# Rovnina
Rovnina, nebo také Rochus, je kopec s nadmořskou výškou 340 m v pohoří Vizovická vrchovina (geomorfologický celek Slovensko-moravských Karpat). Vrchol kopce a část kopce se nacházejí na katastru obce Kněžpole (okres Uherské Hradiště, Zlínský kraj). Další části kopce patří k sousedním obcím Mistřice, Popovice, Jarošov a Uherské Hradiště.

## Další informace
Kopec Rovnina je bezlesý a využíváný převážně zemědělsky. Jeho vrchol, který je nejvyšším geografickým bodem Kněžpole, se nachází uprostřed pole. Východní část kopce a vrchol se nacházejí v Přírodním parku Prakšická vrchovina. Poblíže vrcholu, přibližně jihozápado-západním směrem, se nachází vysílač a rozhledna Rovnina, která byla zprovozněna v roce 2003. Severozápadně od vrcholu vede dálková turistická trasa Cyrilometodějská stezka, vedoucí z Prahy až na Slovensko a Polsko a také cyklistická trasa 5049. Kopec má také značenou naučnou stezku - turistický okruh Bukovina o délce 5,5 km. V plánu je také výstavba dalších cyklostezek kolem kopce Rovnina. Kopec nabízí výhledy do okolí, především do údolí řeky Olšava a na pohoří Bílé Karpaty. Vodstvo kopce náleží řekám Olšava a Morava (vše v povodí řeky Morava a úmoří Černého moře).

## Galerie

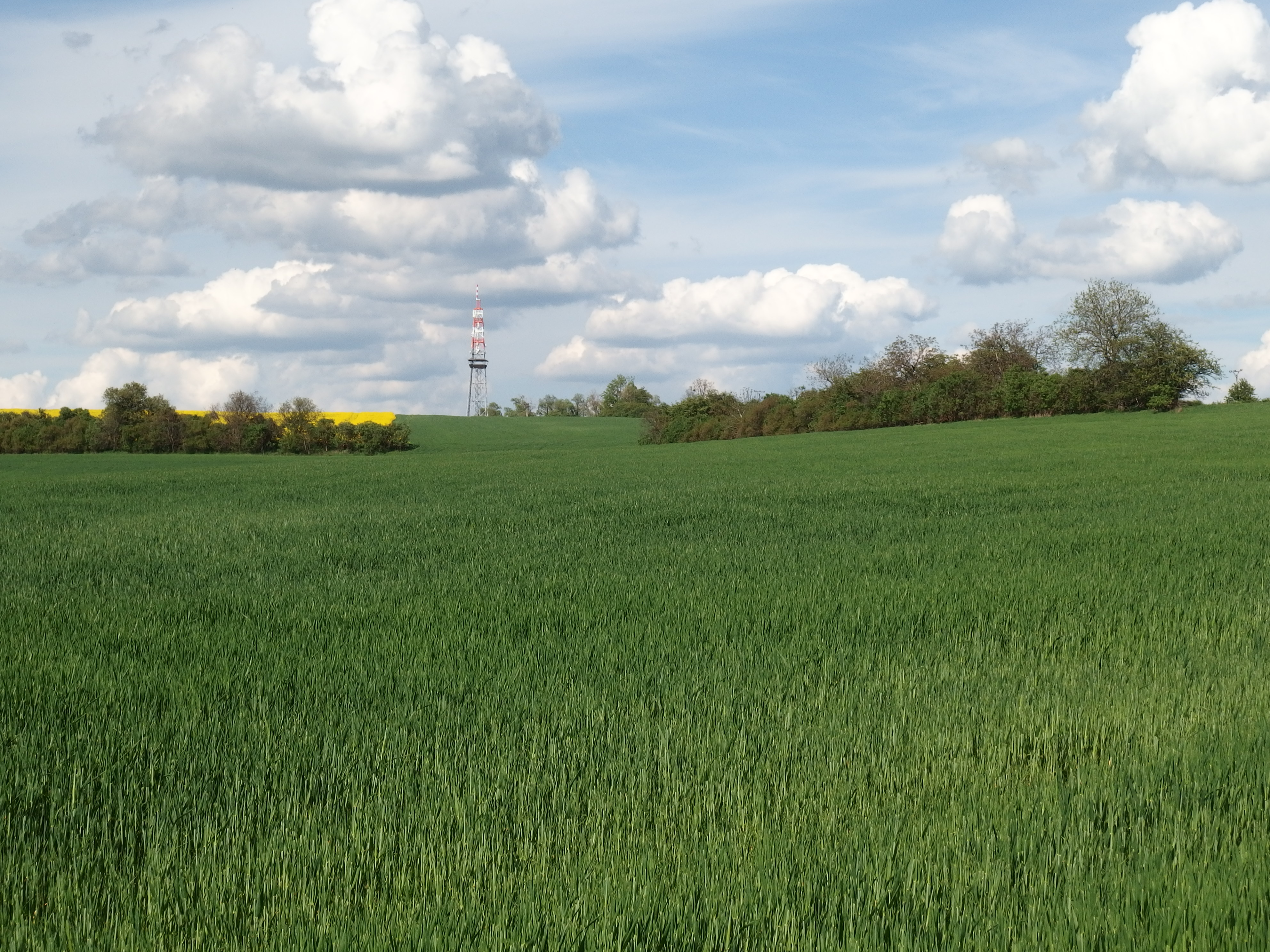
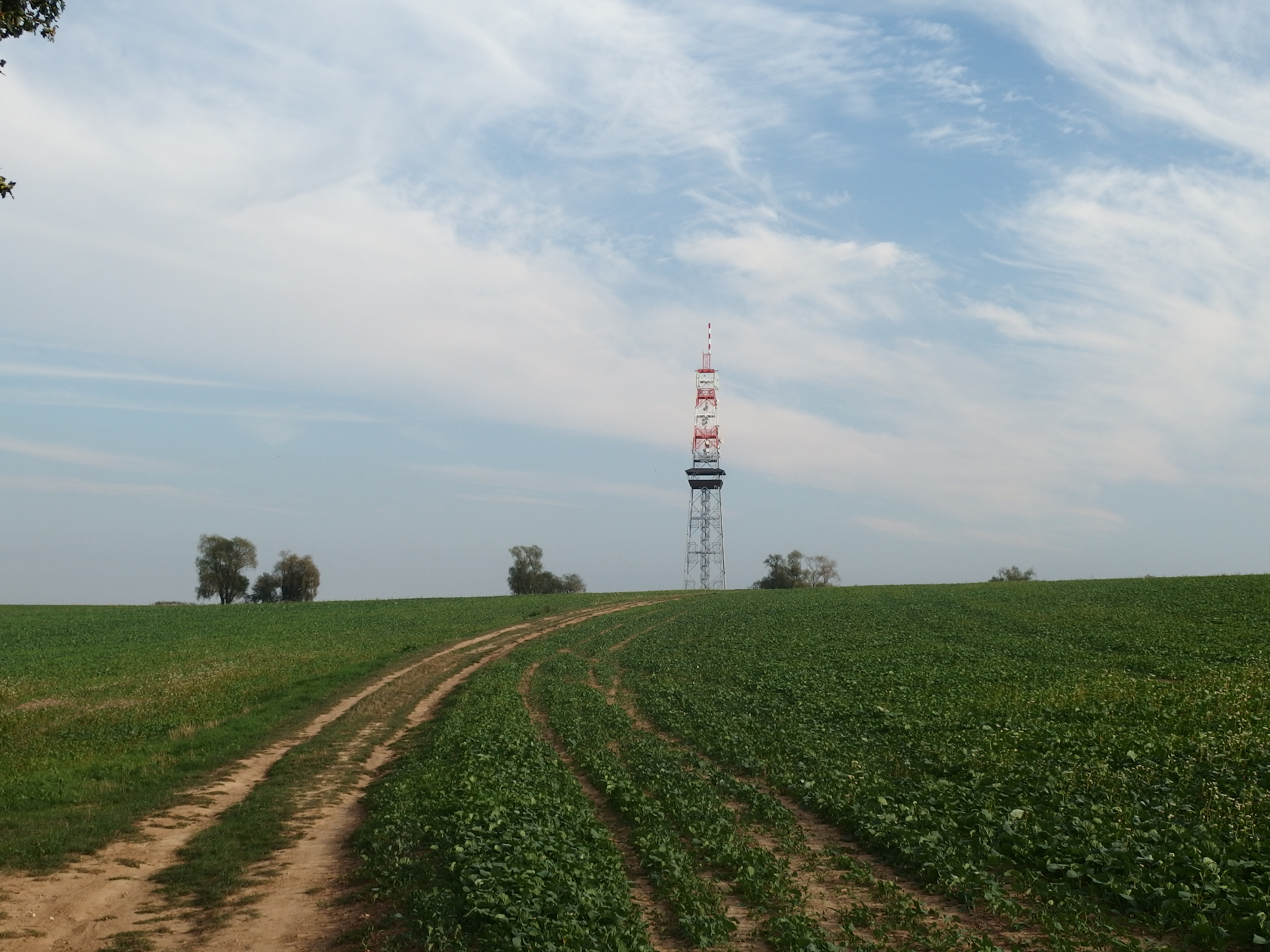